# Cephalocoema bicentenarii
Cephalocoema bicentenarii is een rechtvleugelig insect uit de familie Proscopiidae. De wetenschappelijke naam van deze soort is voor het eerst geldig gepubliceerd in 1967 door Piza & Wiendl.